# Robert Joseph Kurtz
Robert Joseph Kurtz (ur. 25 lipca 1939 w Chicago, w stanie Illinois) – amerykański duchowny katolicki. Biskup diecezji Hamilton na Bermudach w latach 1995-2015.

## Życiorys
W dniu 6 stycznia 1959 roku wstąpił do Zgromadzenia Zmartwychwstania Pana Naszego Jezusa Chrystusa (zmartwychwstańców). Święcenia kapłańskie otrzymał 11 marca 1967 roku jako członek tegoż zgromadzenia. W latach 1981–1993 był przełożonym generalnym zmartwychwstańców.

## Episkopat
1 stycznia 1995 roku papież Jan Paweł II mianował go biskupem diecezji Hamilton na Bermudach. Sakry biskupiej udzielił mu 15 września 1995 roku arcybiskup Eugenio Sbarbaro, ówczesny nuncjusz apostolski w Surinamie. W dniu 13 czerwca 2015 roku papież Franciszek przyjął jego rezygnację, ze względu na wiek.